# يان كرايغ
يان كرايغ (26 يناير 1931 في المملكة المتحدة - ) (بالإنجليزية: Ian Craig)‏ هو لاعب كريكت بريطاني. لعب مع Cambridgeshire County Cricket Club ‏ والمقاطعات الوطنية للكريكيت الإنجليزي والويلزي ‏.

## وصلات خارجية
- يان كرايغ على موقع إي آس بي آن كريك إنفو (الإنجليزية)